# Туристичка организација града Зајечара
| Туристичка организација града Зајечара |                                      |
|                                        |                                      |
| Оснивач:                               | Град Зајечар                         |
| Седиште:                               | Светозара Марковића 2 Зајечар Србија |
| Директор:                              | Драгана Гогић Рајковић               |
| Веб презентација                       |                                      |

Туристичка организација града Зајечара је једна од јавних установа града Зајечара, основана као носилац развоја, промоције и унапређења туризма града Зајечара на домаћем и иностраном тржишту.

## Циљеви
Циљеви којима тежи су повећање туристичког промета као и унапређење услова за даљи развој домаћег туризма кроз:
- унапређења пропагандно-информативне делатности којом се промовишу туристичке вредности града,
- прикупљања и објављивања информација о целокупној туристичкој понуди града,
- унапређења и организације рада туристичко-информативног центра за прихват туриста,
- одржавање добрих односа са ТОС-ом, ресорним министарством и другим туристичким организацијама у земљи и иностранству.

## Туристички инфо центар
Туристичко информативни центар смештен је у склопу Туристичке организације града Зајечара. У просторијама инфо центра посетиоци могу добити информације о смештајним капацитетима, манифестацијама у нашем граду, актуелним дешавањима и угоститељским објектима за смештај и исхрану. Такође посетиоци могу добити информације везане за туристичку понуду града Зајечара.

## Манифестације
- Гитаријада
- Outhide фестивал
- Улица Божићне радости
- Улица Васкршње радости
- Башта Балкана
- Изађи ми на теглу